# Adesmus moruna
Adesmus moruna es una especie de escarabajo longicornio del género Adesmus, categorizada en la tribu Hemilophini, de la subfamilia Lamiinae. Fue descrita por Martins & Galileo en 2008.

## Descripción
Mide 13,2 mm de longitud.

## Distribución
Se distribuye por América: Costa Rica.